# 富山里駅
富山里駅（プサルリえき、朝鮮語: 부산리역）は、朝鮮民主主義人民共和国平安南道順川市にある直洞炭鉱線の鉄道駅。

## 隣の駅
直洞炭鉱線
戴建駅 - 富山里駅 - 富興駅